# Russian Spring Punch
Le Russian Spring Punch est un cocktail à base de vodka et de liqueur, officiellement listée par l'IBA depuis 2011.

## Histoire
Le Russian Spring Punch a été inventé à Londres par Dick Bradsell dans les années 1980. Bradsell, bien qu'il ne se souvienne pas du club dans lequel il travaillait lorsqu'il a eu l'idée de ce cocktail, explique qu'il l'a créé pour un groupe d'amis qui souhaitaient organiser une fête en dépensant peu d'alcool. Les invités ont reçu de la vodka, de la crème de cassis, du sucre liquide et du jus de citron, et ont été invités à apporter leur propre vin mousseux de chez eux. Le nom vient de l'utilisation de la vodka (une boisson russe) et du fait que le cocktail est un « Collins », une boisson de source.

## Préparation
Secouer la vodka, la liqueur, le sucre liquide et le jus de citron dans un verre à mélange et verser directement dans un verre highball. Compléter le cocktail avec un top de vin mousseux, et enfin décorer avec une tranche de citron et une mûre.